# Perper (Montenegro)

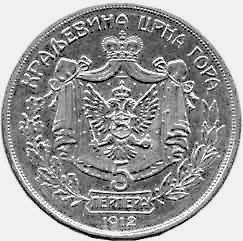
Silbermünze 5 Perper (1912)

Der Perper (kyrillisch: Перпер) war die montenegrinische Währung in der Zeit von 1906 bis 1918. Es handelte sich um eine Währung auf der Basis des Goldstandards. Die ausgegebenen Kurantmünzen entsprachen den Regelungen der Lateinischen Münzunion, ohne dass Montenegro dieser Währungsunion beigetreten war. Der Perper war in 100 Para geteilt. Es wurden Goldmünzen zu 100, 20 und 10 Perper sowie Silbermünzen zu 5, 2 und einem Perper geprägt. Paramünzen wurden aus Nickel (10er und 20er) und aus einer Kupferlegierung (1 und 2 Para) hergestellt. Daneben kamen ab 1912 Banknoten in den Zahlungsverkehr.
Aus Anlass der Fünfzigjahrfeier von Nikola I. wurden in Wien Stücke zu 20, zu 50 und zu 100 Perper geschlagen. Es waren Goldstückausgaben. Der Wert entsprach den österreichischen Ausgaben der Goldkronen. 1909 prägte man Perper in Silber, die den österreichischen  Silberkronen entsprachen. Im Avers war der Kopf des Jubilars und im Revers das Landeswappen abgebildet.
Den Namen der Währung hatte man von einer zu Zeiten des serbischen Zaren Stefan Dušan geprägten Münze übernommen.
Bis 1906 hatte Montenegro kein eigenes Geld, obwohl es schon Mitte des 19. Jahrhunderts Pläne gegeben hatte, eine eigene Währung zu etablieren. Während der österreichischen Besatzungszeit (1916–1918) gaben die k. u. k. Militärbehörden ab 1917 Papiergeld aus, dessen Nennwert doppelt so hoch war wie der Münzwert (Perper in Hartgeld). Nach dem Ende der montenegrinischen Unabhängigkeit wurde der Perper im Jahre 1919 durch eine kurzfristige Übergangswährung in Kronen des SHS-Königreichs, parallel bereits Dinar-Banknoten (25 Para, ½ und 1 Dinar) sowie höhere Nominalwerte durch Aufdruck (beispielsweise 400 Kronen auf 100 Dinar) und schließlich ab 1920 durch den jugoslawischen Dinar ersetzt. Aktuell ist der Euro die offizielle Währung des Landes. 2002 hat die Staatsbank Montenegros einen Satz Perper-Münzen als Gedenkprägung ausgegeben.

## Banknoten
Die erste Banknotenausgabe Montenegros (Königreich) ist mit dem 1. Oktober 1912 datiert und hatte die Nennwerte 1, 2, 5, 10, 50 und 100 Perper (Mehrzahl „Perpera“ in der Landessprache). Die zweite Emission erfolgte mit dem Datum 25. Juli 1914 und umfasste die Werte 5, 10, 20 und 50 Perper. Die 100-Perper-Banknote folgte mit der Datierung 11. August 1914. Mit der dritten Ausgabe wurden die Werte 1, 2, 5, 10, 20, 50 und 100 Perper in Umlauf gebracht, die alle mit der Datumsangabe 25. Juli 1914 versehen sind. Im Ersten Weltkrieg kamen die Banknoten durch einen Stempelaufdruck vom österreichischen Kreiskommando des Militär-Generalgouvernement (1916–1918) in Cetinje unter Kontrolle der Besatzungsmacht. Es gab im Verlauf der Kriegsereignisse weitere Regionalausgaben, nach Stempelaufdruck von den Militärverwaltungsstandorten Ipek, Kolasin, Niksic, Plevlje, Podgorica, Stari Bar und Belgrad. In den Jahren 1917 und 1918 kam es durch die k.u.k. Militärverwaltung in Montenegro zur Emission von deutschsprachigen und in Österreichisch-ungarische Kronen konvertiblen „Vouchern“ (ähnlich eines Gutscheins) im Umtauschverhältnis von zwei Perper zu einer Krone.
|  |  |  |  |